# Babiló
Babiló (del grec antic Βαβυλών, ῶνος Babylṓn, ṓnos i el llatí Babylōn, ōnis; en sumeri, KÁ.DIG̃IR.RAKI; en accadi, Bābilim; escrit 𒆍𒀭𒊏𒆠 en cuneïforme), de vegades dita (Ciutat de) Babilònia o Babel, és el nom d'una ciutat de Sumer, capital de l'estat de Babilònia, a Mesopotàmia (actualment Iraq). Ja existia vers el 2300 aC. Fou una ciutat estat vinculada a diversos poders de Mesopotàmia fins que va esdevenir independent el 1894 aC. El cap local Sumuabum es va declarar independent i va prendre el títol de rei. Després va conquerir la regió de Sippar. Més tard cap al 1860 aC va conquerir Kish. No va ser fins al regnat d'Hammurabi que va agafar un gran poder. Per a la seva història com a imperi vegeu Babilònia.
S'ha estimat que Babiló era la ciutat més gran del món . Potser va ser la primera ciutat a assolir una població de més de 200.000 habitants. Les estimacions de l'extensió màxima de la seva àrea oscil·len entre 890 a 900 ha.
Les ruïnes de la ciutat són al sud del llogaret de Mohawill, a 15 km al nord d'Hillah, i han estat objecte de diverses excavacions iniciades el 1811 pel resident britànic a Bagdad Mr. Rich, i per sir Robert K. Porter, el 1818. Se'n troben tres grups principals en direcció nord a sud, anomenats pels nadius Mujelebè, Kasr i Amran Ibn Ali (aquest darrer nom n'és el d'una vella mesquita construïda al damunt). A l'oest del riu no se'n troben restes. Al nord-oest es troba el grup anomenat Towareij; i al sud-est, a uns 15 km, unes restes anomenades Birs-i-Nimnrud, que podrien correspondre a l'antiga Borsippa. Dels grups de l'est, el de Mujelebè és el més gran, però el de Kasr té les restes més perceptibles. A l'est d'Hillah, uns 10 km, es troba el grup anomenat Al-Heimar, on es troben rajoles de tipus similar a les de Babiló.

## Geografia

Bābilim i la Babilònia d'Hammurabi, després del seu ascens el 1792 aC i després de la seva mort el 1750 aC.

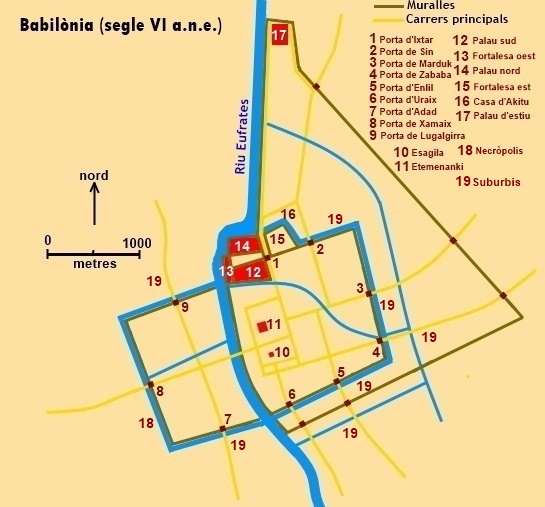
Plànol de Babiló (a.n.e.).

L'antiga ciutat, construïda al llarg dels dos marges del riu Eufrates, tenia terraplenats escarpats per contenir les inundacions estacionals del riu. Les restes de la ciutat es troben a l'actual Hilla, Governació de Babil, Iraq, a uns 85 km al sud de Bagdad, que comprèn un gran tel d'edificis de maó de fang trencats i runa. El lloc de Babiló consisteix en una sèrie de túmuls que cobreixen una àrea d'aproximadament 2 km x 1 km, orientats de nord a sud, al llarg de l'Eufrates a l'oest. Originalment, el riu dividia la ciutat aproximadament en dos, però el curs del riu s'ha desplaçat des de llavors de manera que la major part de les restes de l'antiga part occidental de la ciutat s'han inundat. També es conserven algunes porcions de la muralla a l'oest del riu.
Només s'ha excavat una petita part de la ciutat antiga (3% de l'àrea dins de les muralles interiors; 1,5% de l'àrea dins de les muralles exteriors; 0,1% a la profunditat de Babiló Mitjana i Vella). Les restes conegudes inclouen:
- Kasr, també anomenat Palau o Castell, és la ubicació del zigurat Neobabilònic Etemenanki i es troba al centre del lloc.
- Amran Ibn Ali, el més alt dels túmuls a 25 m al sud. És el lloc d'Esagila, un temple de Marduk que també contenia santuaris a Ea i Nabu.
- Homera, un monticle de color vermellós al costat oest. La majoria de les restes hel·lenístiques es troben aquí.
- Babil, un túmul d'uns 22 m d'alçada a l'extrem nord del lloc. Els seus maons han estat objecte de saqueig des de l'antiguitat. Tenia un palau construït per Nabucodonosor.

Els arqueòlegs han recuperat pocs artefactes anteriors al període neobabilònic. El nivell freàtic de la regió ha augmentat molt al llarg dels segles, i els artefactes de l'època anterior a l'Imperi Neobabilònic no estan disponibles per als mètodes arqueològics estàndard actuals. A més, els neobabilònics van dur a terme importants projectes de reconstrucció a la ciutat, que van destruir o enfosquir gran part del registre anterior. Babiló va ser saquejada nombroses vegades després de revoltar-se contra el domini estranger, sobretot pels hitites i els elamites al segon mil·lenni aC, després per l'Imperi Neoassiri i l'Imperi aquemènida al 1r mil·lenni aC. Bona part de la meitat occidental de la ciutat es troba ara sota el riu, i altres parts del jaciment s'han extret per us com a materials de construcció comercials. Només l'expedició Koldewey va recuperar artefactes del període Babilònic antic. Aquestes incloïen 967 tauletes d'argila (juntament amb 564 tauletes del període Babilònic mitjà), emmagatzemades en cases particulars, amb literatura i documents lèxics sumeris. Els assentaments antics propers són Kish, Borsippa, Dilbat i Kutha. Marad i Sippar estaven a 60 km en qualsevol direcció al llarg de l'Eufrates.

## Fonts

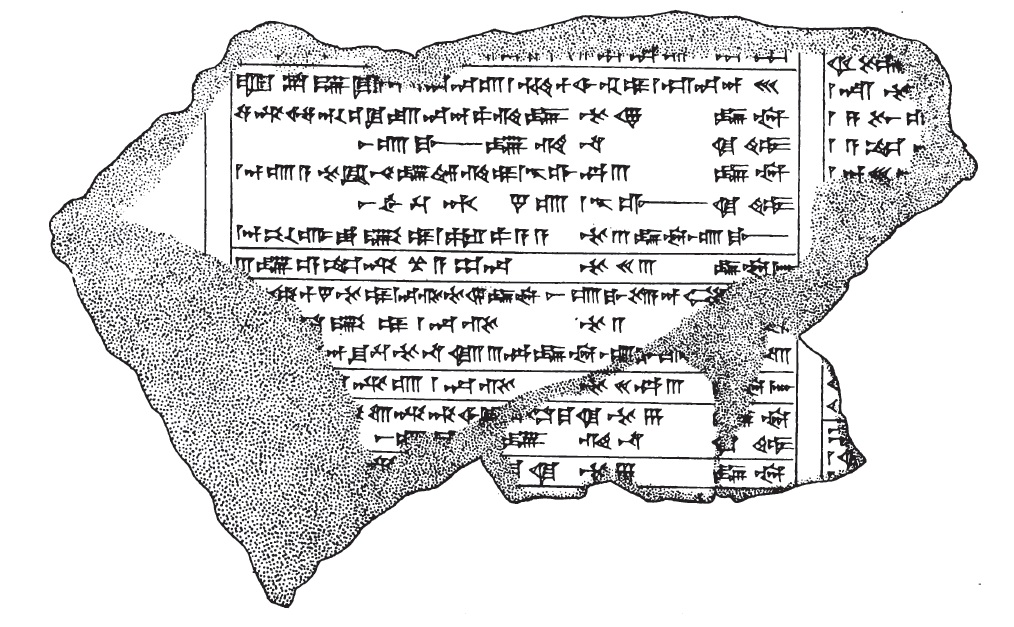
Il·lustració de Leonard William King del fragment K. 8532, una part de la Crònica Dinàstica llistant els governants de Babilònia agrupats per dinasties.

## Història

El relleu de Reina de la Nit. La figura podria ser un aspecte de la deessa Ixtar, deessa babilònica del sexe i l'amor.

### Període babilònic antic

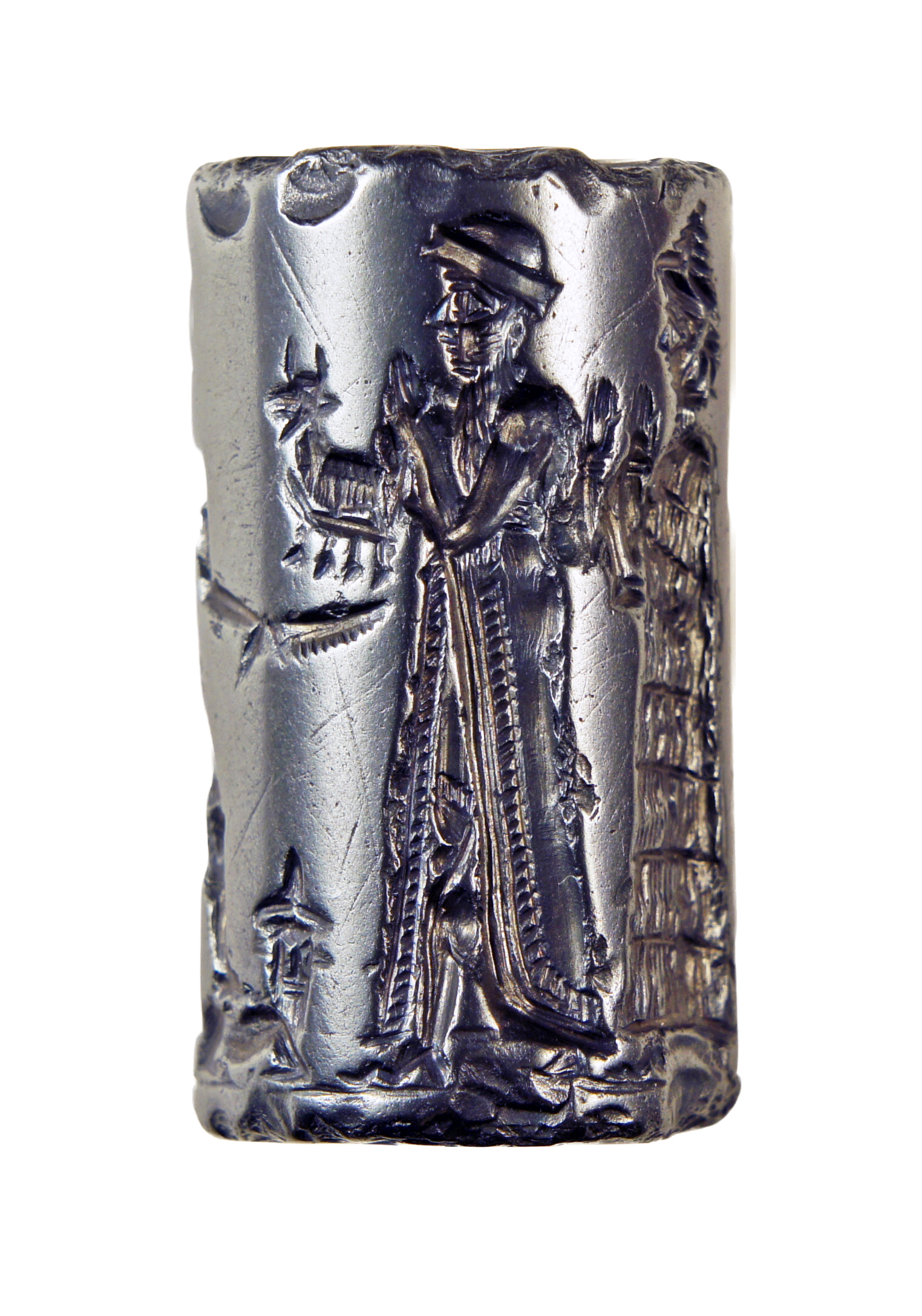
Segell cilíndric, hematita, de l'antiga Babiló. Aquest segell probablement es va fer en un taller a Sippar (aproximadament a 65 km al nord de Babiló al mapa de dalt) durant el regnat de Hammurabi, o poc abans. Representa el rei fent una ofrena animal al déu del sol Xamaix.

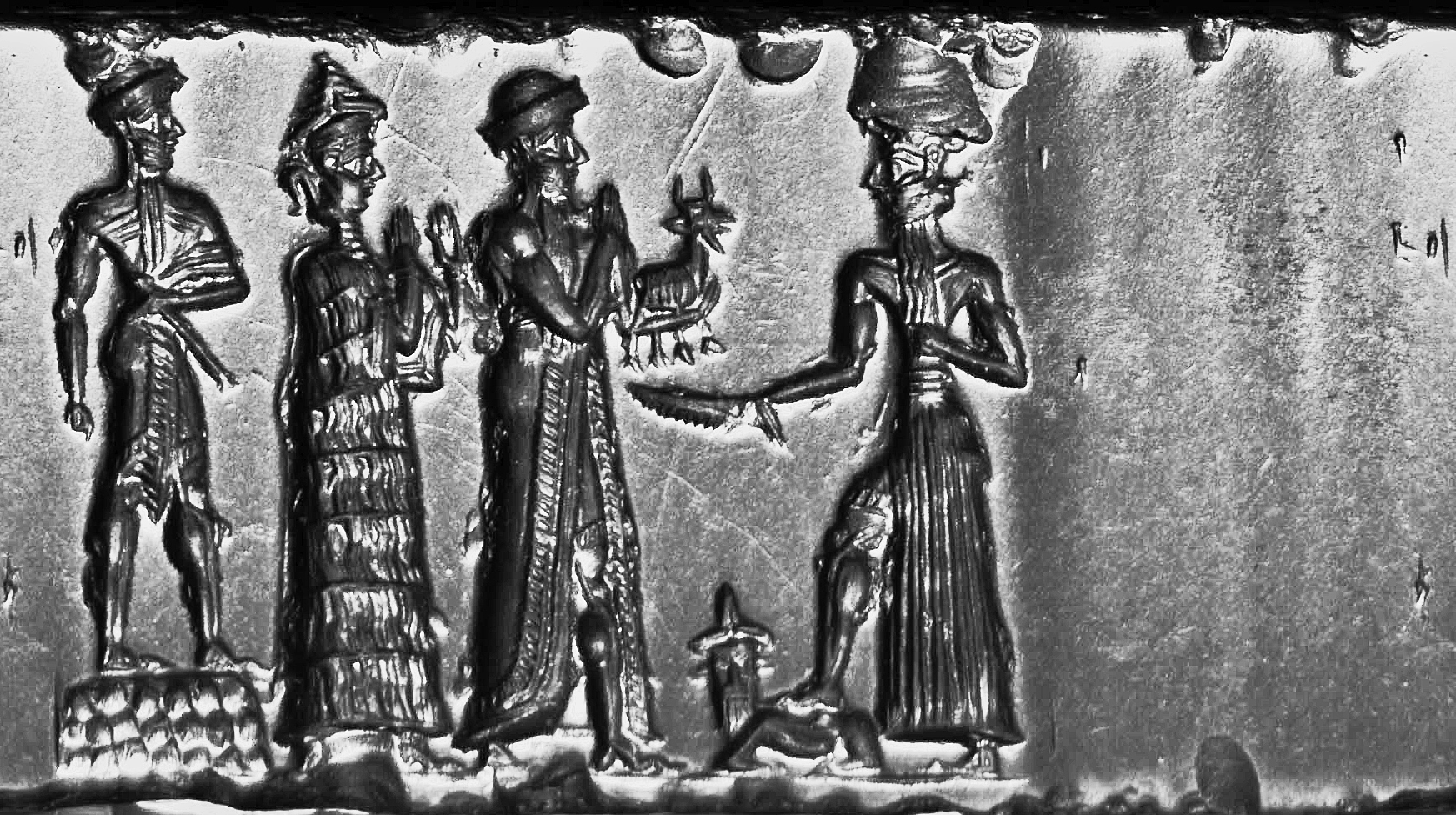
Imatge de la càmera d'escaneig de línies del segell del cilindre de dalt (invertit per semblar una impressió).

### Període assiri

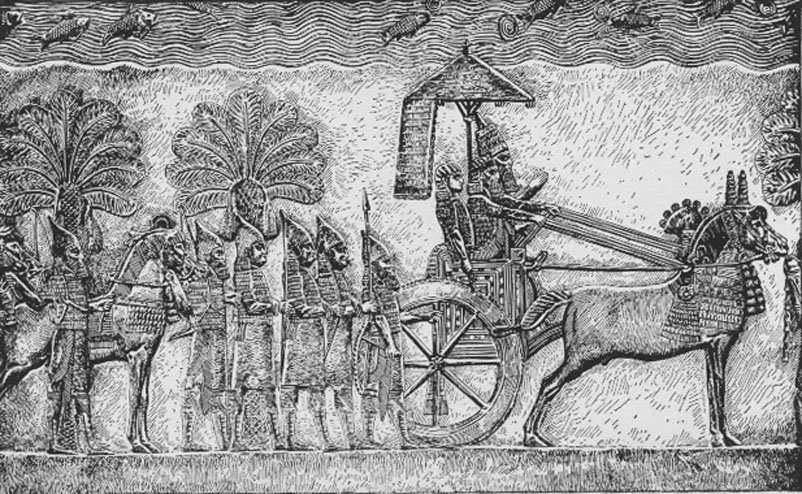
Sennaquerib d'Assíria durant la seva guerra de Babiló, relleu del seu palau a Nínive.

### L'Imperi Neobabilònic i l'apogeu de Babiló

L'extensió aproximada de l'imperi dels reis neobabilònics.

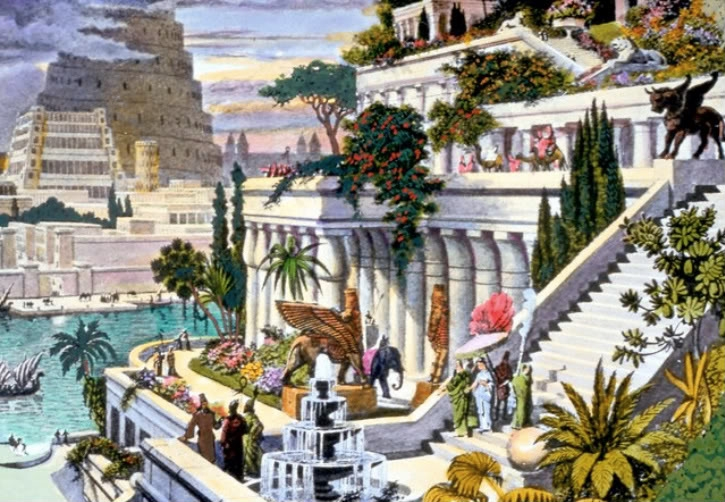
Reconstrucció artística de Babiló, amb els Jardins Penjants en primer pla i la torre de Babel al darrere. Quadre del pintor del Martin Heemskerck.

### Conquesta persa

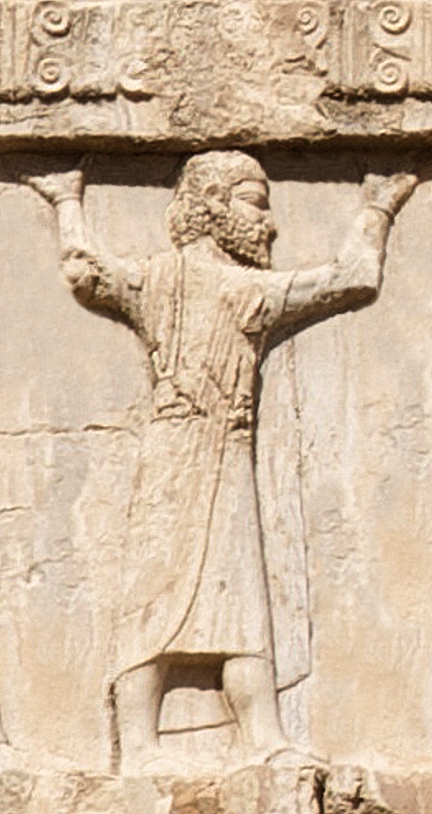
Soldat babilònic de l'exèrcit aquemènida, c. 470 a.C., tomba de Xerxes I de Pèrsia.

### Era moderna

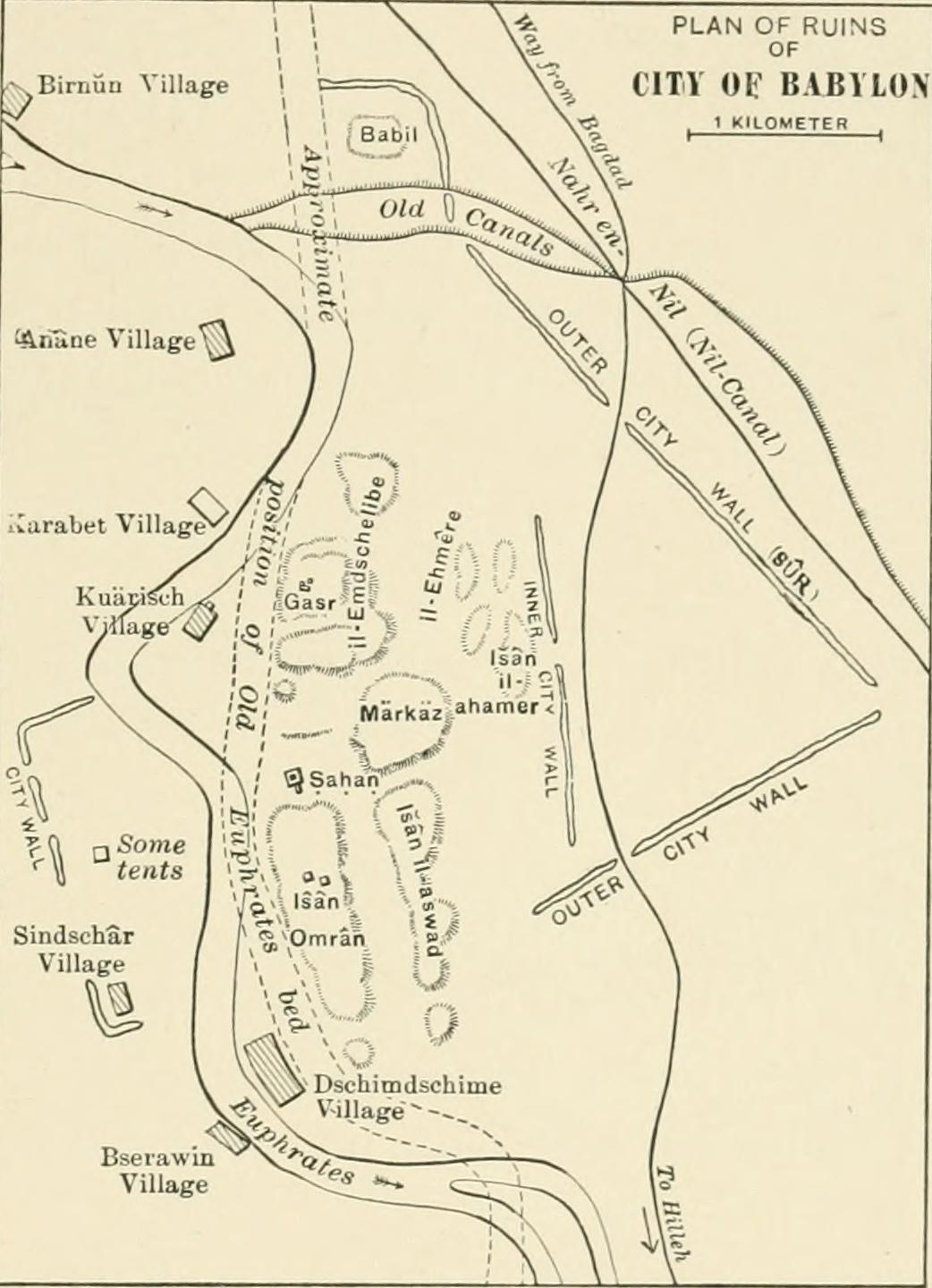
Plànol de ruïnes l'any 1905 amb localitzacions i noms de pobles

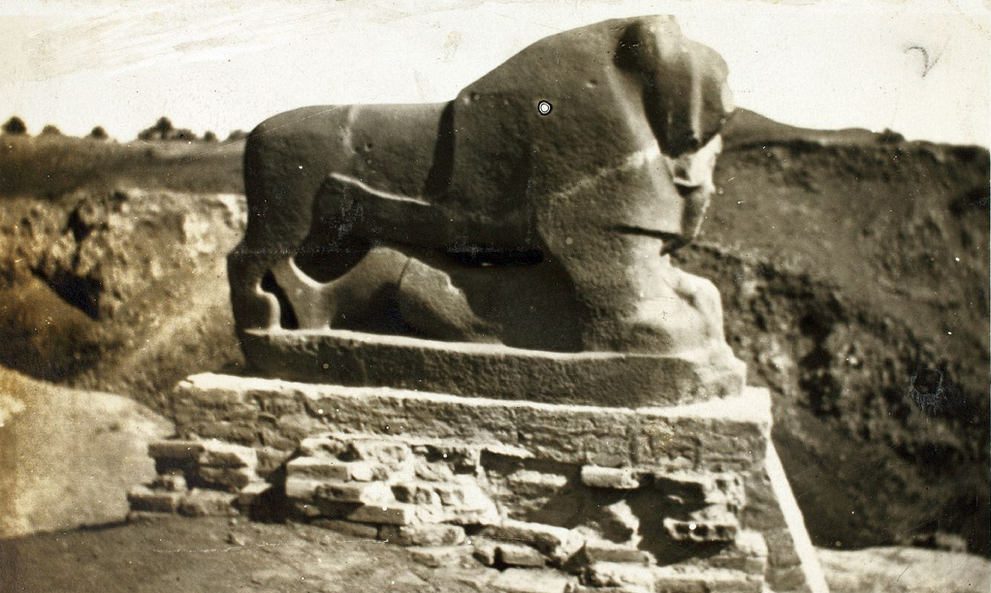
Lleó de Babiló

#### Excavacions alemanyes

El lloc de les excavacions alemanyes al Kasr tell al començament del.

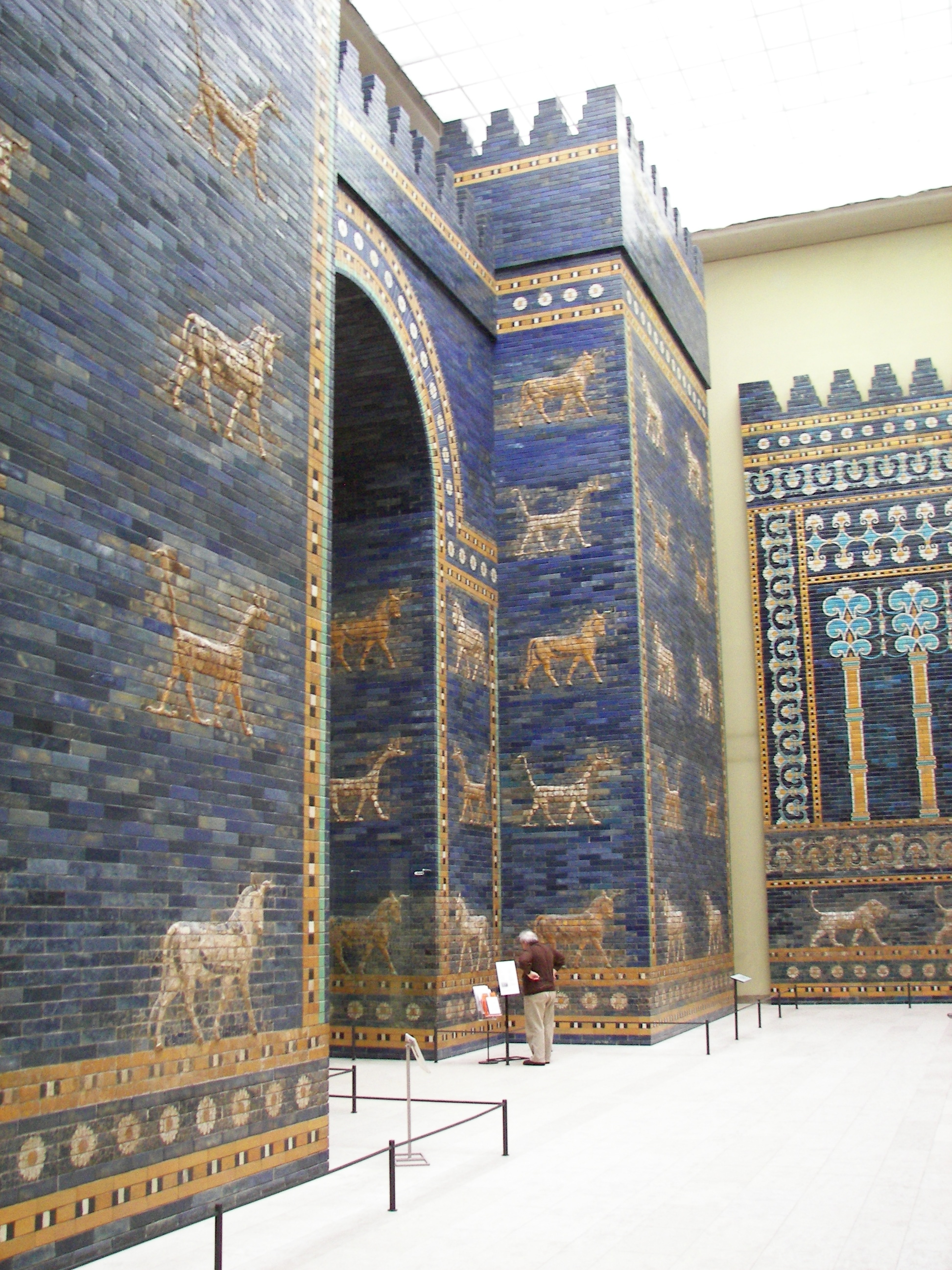
Les parets de la Via Processional i la Porta d'Ixtar reconstruïdes al Museu de Pèrgam a Berlín.